# 珀斯 (堪薩斯州)
珀斯（英語：Perth）是位於美國堪薩斯州索姆奈縣的一個非建制地區。

## 地理
珀斯所處的海拔為高於海平面368米（即1207英呎），而該地所採用的時區為UTC-6，即北美中部時區（CST）。同時該地設有夏令時間，為UTC-6調快一小時，即UTC-5（CDT）。